# 井上春華
井上 春華（いのうえ はるか、2006年5月6日 - ）は、日本の歌手、アイドル。ハロー!プロジェクトの女性アイドルグループモーニング娘。の17期メンバー。京都府出身。アップフロントプロモーション所属。

## 略歴
2023年
- 「モーニング娘。25周年記念 オーディション 明日を作るのは君」に合格し、5月23日、モーニング娘。'23への加入が発表された。
- 6月26日、日本武道館で開催されたモーニング娘。'23 25th ANNIVERSARY CONCERT TOUR 〜glad quarter-century〜 at 日本武道館にて初お披露目。
- 8月19日、TBSチャンネル1の特集番組「モーニング娘。'23 25周年特番〜25年分の禁断ランキング!〜」で加入後、弓桁朱琴と共に初のテレビ出演を果たす。
- 8月30日、アルバムに収録された新曲「なんざんしょ そうざんしょ」でモーニング娘。'23としてメジャーデビュー。

2024年
- 8月6日、1st写真集「はるかぜ」を発売。

2025年
- 8月23日、西日本出身のハロー!プロジェクトのメンバーによるユニット『ハロプロ西日本』に参加、所属事務所の先輩である杉田二郎の楽曲『戦争を知らない子供たち』のカバーを配信リリース予定。

## 人物
- 愛称は、はるさん[1][2]。イメージカラーはミントグリーン[1]。
- 特技は同グループの9期メンバーだった鞘師里保、および12期メンバーの羽賀朱音と同様の書道7段持ち且つ、フィンランド民謡を歌うこと[2]。
- 趣味は歌うこと[2]とちいかわのグッズを集めること[8][9]。
- 好きな音楽ジャンルはJ-POP[2]。
- 好きなスポーツはソフトテニス[2]。
- 座右の銘は「落ち着く」[2]。

## 書籍

### 写真集
- はるかぜ（2024年8月6日、オデッセー出版、撮影：根本好伸）[5]
  - ISBN 978-4-911265-02-4

## 所属ユニット
- モーニング娘。（2023年 - ）
- ハロプロ西日本（2025年 - ）